# Garlieb Merkel
Pour les articles homonymes, voir Merkel (homonymie).
Helwig Merkel, né le 21 octobre 1769 à Lēdurga dans le gouvernement de Livonie et mort le 27 avril 1850 à Depkinshof (près de Riga), est un écrivain germano-balte.
En 1790, il rejoint le cercle des intellectuels de Riga. Il publie en 1796 son livre Die Letten (Latviens) dans lequel il décrit dans les termes les plus sombres la vie de la paysannerie lettone et dénonce les atrocités des propriétaires fonciers de la Baltique allemande. Il appelle le gouvernement impérial russe à intervenir et à améliorer le sort des Lettons. Le livre, écrit en allemand, connaît une grande popularité et est traduit en français, danois et russe. Mais il déclenche dans le gouvernement de Livonie l'animosité des propriétaires fonciers et Merkel est contraint à l'exil à Weimar, puis à Berlin en 1800. Il s'associe à August von Kotzebue pour fonder l'hebdomadaire Der Freimutige (1803-1806).
Il ne retourne en Livonie qu'en 1816.
Merkel publiera d'autres ouvrages :
- My Ten Years in Germany (1818)
- Free Latvians and Estonians (1820),
- Images and Characters from My Life (deux volumes, 1839-1840).

## Source
- (en) Cet article est partiellement ou en totalité issu de l’article de Wikipédia en anglais intitulé « Garlieb Merkel » (voir la liste des auteurs).

- Notices dans des dictionnaires ou encyclopédies généralistes :   - Deutsche Biographie
  - Eesti biograafiline andmebaas ISIK
  - Enciclopedia italiana
  - Treccani
  - Visuotinė lietuvių enciklopedija
- Notices d'autorité :   - VIAF
  - ISNI
  - BnF (données)
  - IdRef
  - LCCN
  - GND
  - Italie
  - CiNii
  - Pays-Bas
  - Pologne
  - Israël
  - NUKAT
  - Suède
  - Vatican
  - Norvège
  - Tchéquie
  - Lettonie
  - Grèce
  - WorldCat